# FK Metta
FK Metta, tidligare FS METTA/Latvijas Universitāte (også kendt som Metta/LU) er en fodboldklub fra Letland. Klubben spiller i den bedste lettiske liga Virslīga og har hjemmebane på Hanzas vidskolas stadions i byen Riga.

## Historie
Klubben blev stiftet i 2006.

## Historiske slutplaceringer

### FS Metta/LU
| Sæson | Niveau | Liga     | Placering | Kilde |
| ----- | ------ | -------- | --------- | ----- |
| 2012  | 1.     | Virslīga | 8.        | [ 1 ] |
| 2013  | 1.     | Virslīga | 9.        | [ 2 ] |
| 2014  | 1.     | Virslīga | 9.        | [ 3 ] |
| 2015  | 1.     | Virslīga | 7.        | [ 4 ] |
| 2016  | 1.     | Virslīga | 7.        | [ 5 ] |
| 2017  | 1.     | Virslīga | 7.        | [ 6 ] |
| 2018  | 1.     | Virslīga | 7.        | [ 7 ] |

### FK Metta (siden 2019)
| Sæson | Niveau | Liga     | Placering | Kilde  |
| ----- | ------ | -------- | --------- | ------ |
| 2019  | 1.     | Virslīga | 9.        | [ 8 ]  |
| 2020  | 1.     | Virslīga | 9.        | [ 9 ]  |
| 2021  | 1.     | Virslīga | 7.        | [ 10 ] |
| 2022  | 1.     | Virslīga | 9.        | [ 11 ] |
| 2023  | 1.     | Virslīga | 9.        | [ 12 ] |
| 2024  | 1.     | Virslīga | 7.        | [ 13 ] |

## Klubfarver
| Metta/LU | Metta/LU |

## Trup
Pr. 14. april 2025
| Nr. | Land         | Position | Spiller                |
| --- | ------------ | -------- | ---------------------- |
| 24  | Letland      | MM       | Nikita Parfjonovs      |
| 28  | Letland      | MI       | Danills Ulimbasevs     |
| 29  | Sierra Leone | AN       | Abdul Bangura          |
| 17  | Letland      | FO       | Alans Kangars          |
| 6   | Letland      | MI       | Hugo Jesse             |
| 7   | Letland      | AN       | Kristaps Grabovskis    |
| 8   | Sierra Leone | FO       | Mohamed Bai Kamara     |
| 11  | Letland      | AN       | Markuss Ivulans        |
| 1   | Letland      | MM       | Alvis Sorokins         |
| 19  | Letland      | FO       | Aleksandrs Molotkovs   |
| 12  | Letland      | MM       | Kristers Gabriels Bite |

| Nr. | Land         | Position | Spiller                 |
| --- | ------------ | -------- | ----------------------- |
| 14  | Letland      | MI       | Gundars Smilskalns      |
| 15  | Letland      | MI       | Daniils Cinajevs        |
| 16  | Letland      | FO       | Lenards Berlins         |
| 18  | Letland      | AN       | Emils Evelons           |
| 21  | Letland      | MI       | Kristofers Rekis        |
| 22  | Italien      | FO       | Gianluca Scremin        |
| 30  | Sierra Leone | MI       | Saymah Kamara           |
| 5   | Letland      | FO       | Ivo Minkevics           |
| 32  | Letland      | MM       | Toms Tolmanis           |
| 4   | Letland      | FO       | Karlis Vilnis (anfører) |
| 3   | Brasilien    | FO       | Lauan                   |
| 27  | Letland      | MI       | Kevins Cesni            |
| 10  | Letland      | MI       | Rudolfs Klavinskis      |